# عقد 1270 ق م
عقد 1270 ق م هو عقد استمر من 1279 ق.م إلى 1270 ق.م.

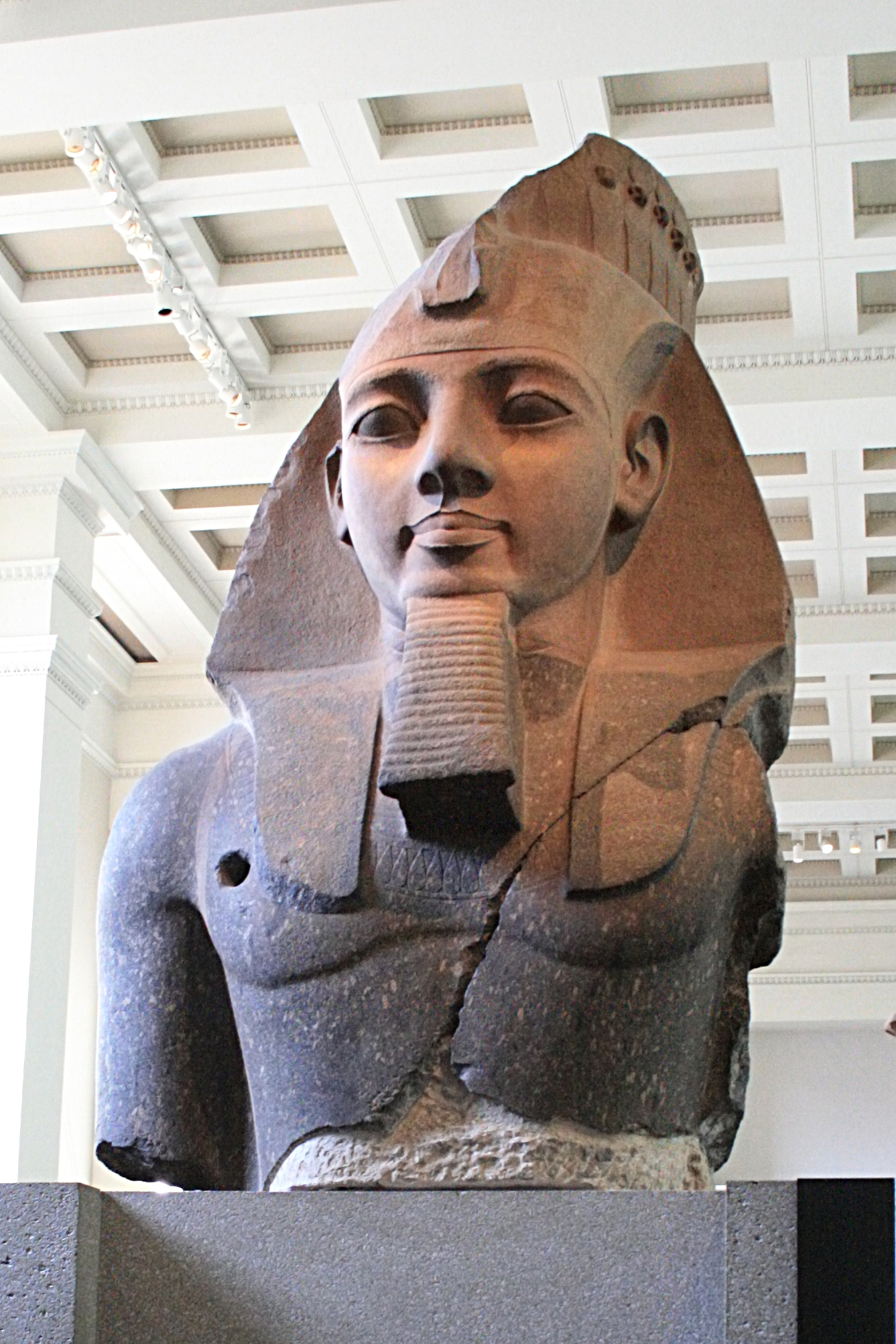
تمثال رمسيس الثاني (الأسرة التاسعة عشر)

| 1270 ق م \| 1271 ق م \| 1272 ق م \| 1273 ق م \| 1274 ق م \| 1275 ق م \| 1276 ق م \| 1277 ق م \| 1278 ق م \| 1279 ق م |

## الأحداث والاتجاهات
- 1279 ق.م - وفاة الفرعون سيتي الأول بعد 11 عامًا من الحكم.
- 1279 ق.م - يُفترض أن طروادة السادسة التي يُعتقد أنها المدينة المذكورة في إلياذة هوميروس قد دمرتها الجيوش اليونانية.
- 1279 ق.م - أصبح رمسيس الثاني (الأسرة التاسعة عشر) فرعون مصر. خلال فترة حكمه قام ببناء عاصمة جديدة في شرق دلتا النيل وأطلق عليها اسم بر-رمسيس - "بيت رمسيس". وجعلها مركز للقوة المصرية في الشمال.
- 1279 ق.م - 1213 ق.م - تم بناء معبد رمسيس الثاني في أبو سمبل في النوبة (الأسرة التاسعة عشر). لوحة جدارية للملكة نفرتاري تقدم قربانًا للإله إيزيس في قبر نفرتاري. تقع المقبرة بوادي الملكات في مصر.
- 1279 ق.م - 1213 ق.م - تم بناء معبد آمون وموت وخونسو في الأقصر.
- 1278 ق.م - هزم رمسيس الثاني قراصنة بحر الشردانا والقبائل الرحل على الحدود الغربية.
- 1275 ق.م - سار رمسيس الثاني بجيشه شمالًا لتأمين أمورو وأصدر بيانًا جريئًا عن نيته للحيثيين، الذين كانوا في حروب ومناوشات ضروس في شمال وشرق وغرب مملكتهم لسنوات عديدة.
- 1274 ق.م - معركة قادش في سوريا، تعتبر أكبر معركة عربات (5000-6000 عربة مقابل عربة) في العصور القديمة. أنهت المعركة حوالي 15 عامًا من الحرب الحدودية، واختتمت بتوقيع أول معاهدة سلام مكتوبة بين الحثيين والمصريين، معاهدة قادش.
- 1274 ق.م - خاض رمسيس الثاني (الكبير) عددًا من الحملات في كنعان وسوريا، بهدف استعادة الأراضي المفقودة في ثورات ما بعد قادش.
- 1274 ق.م - أصبح شلمنصر الأول ملك الإمبراطورية الآشورية.
- 1272 ق.م - أول ذكر للقذف يتم لعبه في أيرلندا.

## شخصيات بارزة
- رمسيس الثاني فرعون مصر (1279 ق.م - 1213 ق.م)
- توكولتي نينورتا الأول ملك آشور (1243 ق.م - 1207 ق.م).
- شلمنصر الأول ملك الإمبراطورية الآشورية (1274 ق.م - 1245 ق.م).